# René Quitral
René Quitral (né le 15 septembre 1924 - mort le 27 novembre 1982) est un joueur de football chilien, dont le poste était gardien de but.

## Biographie

### Club
En club, Quitral a évolué une partie de sa carrière dans le club chilien du Club de Deportes Santiago Wanderers.

### International
En carrière internationale, il fut en sélection chilienne, et participa notamment à la coupe du monde 1950 au Brésil, où les Chiliens sont éliminés dès le 1er tour.